# Fujiwara no Atsuyori
Fujiwara no Atsuyori (藤原敦頼?   1090-¿1182?) fue un poeta y cortesano japonés que vivió a finales de la era Heian. Su padre fue el Jibu-shōfu Fujiwara no Kiyotaka.

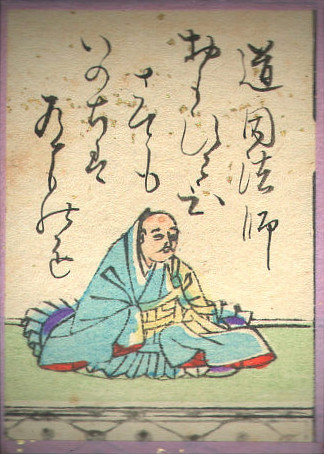
Dōin, en el Ogura Hyakunin Isshu.

No se conocen detalles sobre su juventud, fue nombrado como Umaryō y se le promovió a Jugoi. Hacia 1072 se convirtió en un monje budista y tomó el nombre de Dōin (道因?).
Entre 1160 y 1181 participó en varios concursos de waka. Algunos de sus poemas fueron incluidos en la antología Senzai Wakashū, también uno de sus poemas fue incluido en el Ogura Hyakunin Isshu. Hizo una compilación privada de poemas llamada Genson-shū (現存集?).